# Campsicnemus miser
Campsicnemus miser är en tvåvingeart som beskrevs av Octave Parent 1939. Campsicnemus miser ingår i släktet Campsicnemus och familjen styltflugor. Inga underarter finns listade i Catalogue of Life.